# 滨湖镇 (昌吉市)
滨湖镇，是中华人民共和国新疆维吾尔自治区昌吉回族自治州昌吉市下辖的一个乡镇级行政单位。

## 行政区划
滨湖镇下辖以下地区：
迎丰村、滨湖村、友丰村、下泉子村、东沟村、五十户村、永红村和农场生活区。